# دوروقايناق (أديامان)
دوروقايناق (بالكردية: Pêşînîg‏) (بالتركية: Durukaynak)‏ هي قرية كرديّة رشوانيّة تتبع إداريّاً لمديرية أديامان في محافظة أديامان التركية الواقعة في جنوب شرق الأناضول. بلغ عدد سكانها 264 نسمة في عام 2021.